# Serpentiniet

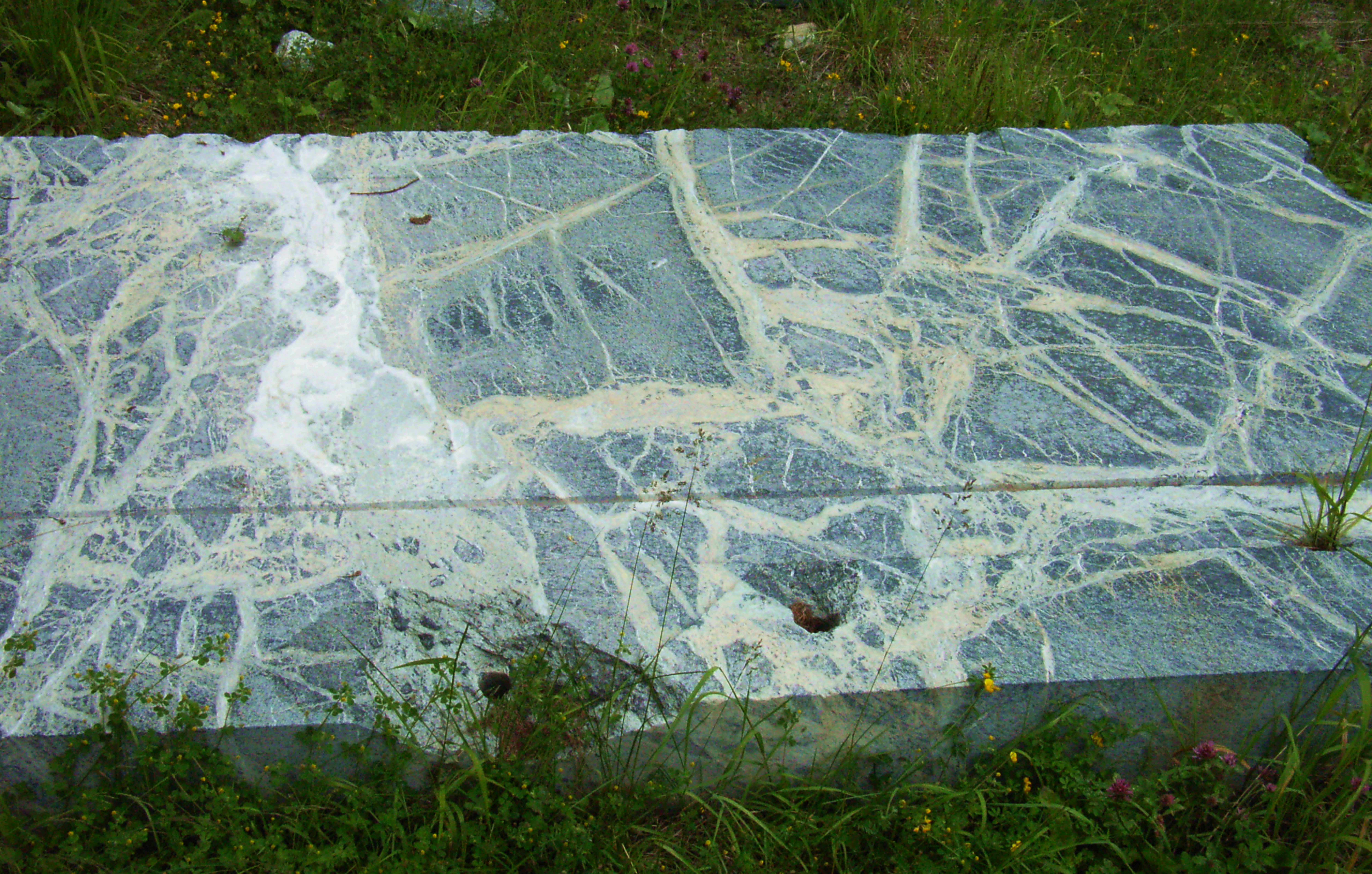
Een blok gepolijst serpentiniet uit het Val di Gressoney (Italiaanse Alpen).

Serpentiniet (van Latijn serpens, "slang") is een ultramafisch gesteente dat voor het grootste gedeelte bestaat uit mineralen uit de serpentijnfamilie. Andere vaak in serpentiniet aanwezige mineralen zijn chloriet, magnetiet, bruciet en talk. Serpentijnmineralen ontstaan meestal door de hydratie van magnesium- en ijzerrijke silicaten zoals olivijn en pyroxeen. Het proces waarmee olivijnrijke gesteenten (bijvoorbeeld peridotiet, pyroxeniet of duniet) door hydrothermale activiteit omgezet worden in serpentiniet wordt serpentinisatie genoemd.

## Voorkomen
Serpentiniet komt aan het aardoppervlak vooral voor in een opeenvolging van gesteenten die ofioliet genoemd wordt. Ofiolieten zijn stukken oceanische lithosfeer, die door obductie in een gebergtegordel zijn beland. Meestal zijn ze te vinden in de nabijheid van een belangrijke sutuur (breukzone), waarlangs ze verondersteld worden over andere gesteenten omhoog geschoven te zijn.
Het proces waarmee serpentiniet meestal ontstaat, serpentinisatie, vindt plaats in de omgeving van mid-oceanische ruggen, waar op grote schaal hydrothermale (zeer hete) vloeistoffen door ultramafische gesteenten circuleren. Mineralen als olivijn en pyroxeen worden door de werking van de hete vloeistoffen gehydrateerd tot serpentijn. Serpentinietlichamen worden verondersteld oorspronkelijk het onderste deel van de ofiolietserie te zijn geweest, namelijk het bovenste deel van de aardmantel dat zich onder de basalten van de oceaankorst bevindt. In de praktijk is de opeenvolging van een ofiolietserie echter meestal niet meer volledig intact. In gebergtegordels komt serpentiniet voor in de vorm van tektonische fragmenten of lenzen omringd door niet-verwant gesteente. Soms zijn nog sporen van het moedergesteente bestaande uit olivijn of pyroxeen aanwezig in de kern van deze fragmenten. De afwezigheid van sporen van contactmetamorfose rondom de serpentinietlichamen is een belangrijke aanwijzing dat hun positie niet in situ is.
Voorbeelden van gebergtezones waar veel ofiolieten voorkomen zijn massieven in Oman, Griekenland, Cyprus, de Alpen en de Rocky Mountains.

## Eigenschappen
Serpentinieten bestaan merendeels uit de drie serpentijnmineralen (antigoriet, lizardiet en chrysotiel). De chemische verschillen tussen deze drie mineralen zijn klein, en bij benadering is de formule van serpentijn Mg3Si2O5(OH)4. Magnesium en silicium kunnen in kleine percentages door ijzer- (III en II) en aluminiumionen vervangen zijn. Tussen de drie serpentijnen bestaan ook verschillen in de kristalstructuur, waardoor antigoriet en lizardiet een platig uiterlijk hebben, maar chrysotiel de vorm van vlassige naalden aanneemt, die asbest genoemd worden.
Naast serpentijn kan serpentiniet ook magnesium- en calcium-aliuminiumsilicaten bevatten.
De textuur en het maaksel van serpentiniet kan sterk uiteenlopen. De kleur is meestal vaalgroen tot gelig, meestal vrij donker tot vrijwel zwart of zwartgrijs. Verweerde serpentiniet heeft een rossige of bruinige kleur. Het "schalige", vlekkerige uiterlijk gecombineerd met de vale kleur gaven het gesteente zijn naam: het doet aan de huid van een slang denken.
De protoliet van serpentiniet is meestal een ultramafisch dieptegesteente als duniet of pyroxeniet, maar kan in zeldzame gevallen ook een gabbro of dolomiet zijn.

## Ecologie
Serpentinietgesteente bevat relatief veel metalen, met name chroom en nikkel, die voor veel plantensoorten schadelijk zijn. Bovendien bevat het weinig calcium en kalium, metalen die voor plantengroei nodig zijn. Aanvankelijk is de bodem basisch, net als het gesteente, maar hij verzuurt snel. Als gevolg hiervan zijn serpentinietontsluitingen schaars begroeit met een vegetatie die bestaat uit metallofytische plantensoorten, de serpentinofyten. Voorbeelden van serpentijnsoorten zijn de varens Asplenium adultinerum, Asplenium cuneifolium en Cheilanthes marantae. De bodem die uit verweerd serpentinietgesteente ontstaat is dankzij de dunne vegetatie gevoelig voor erosie.